# 판치기
판치기(板-)는 대한민국의 중*고등학교(일부 지역에서는 초등학교에서도 행해지기도 한다)에서 행해지는 놀이의 하나로, 일종의 도박이다.

## 방법
판치기는 지역과 게임의 종류에 따라 여러 가지 변형이 존재하지만, 기본은 다음과 같다.
2명 이상의 경기자는 가위바위보를 통해 순서를 정하고, 각자 같은 금액과 유형의 동전을 책 위에 쌓아놓은 뒤 책표지를 손으로 쳐 동전을 뒤집는다. 모든 동전이 같은 방향으로 뒤집힐 때까지 반복하며, 마지막으로 뒤집은 사람이 책 위의 동전을 모두 가져간다. 또 다른 방법으로는 동전을 동일 면으로 보이게 한 뒤 쳐서 뒤집는다. 그리고 나서  자기가 뒤집은 동전들만 가져가는 방법으로도 치기도 한다. 이런 경우에는 가위바위보를 이겨서 먼저 시작하는 사람이 아주 유리해진다. 보통 동전이 잘 뒤집어지도록 책표지를 튀어나오게 하는 소위 '에어'를 넣기도 한다.

## 문제
도박의 일종이며, 게임에 사용된 동전 외에 추가로 판돈을 거는 경우도 있다. 대부분의 학교에서 교칙으로 규제되고 있다.